# Гилберт (гора)
Гилберт — гора в Антарктиде. Абсолютная высота — 1420 метров. Гора находится в 8 километрах к северо-западу от горы Кастро, в западно-центральной части Антарктического полуострова.
Первое фото было получено с воздуха британской сухопутной экспедиции Грэма в феврале 1937 года, позже ещё один снимок горы сделали в ноябре 1947 года в ходе антарктической исследовательской экспедицией Ронна. Объект был обследован с земли в декабре 1958 года в рамках обследования Фолклендских островов и назван Британским антарктическим комитетом в честь английского врача, Уильяма Гильберта, чья работа De magnete, magneticisque corporibus 1600 года заложила основы для понимания земного магнетизма и изменения компаса.